# Гринвуд, Алекс
А́лекс Гри́нвуд (англ. Alex Greenwood; род. 7 сентября 1993, Ливерпуль) — английская футболистка, играющая на позиции левого защитника. Выступает за английский клуб «Манчестер Сити» и национальную сборную Англии.
Серебряный призёр чемпионата мира 2023 года.

## Клубная карьера
Алекс Гринвуд родилась 7 сентября 1993 года в английском городе Ливерпуль. В восемь лет девушка присоединилась к академии «Эвертона», а в августе 2010 дебютировала за основной состав в матче квалификационного раунда Лиги чемпионов УЕФА против клуба с Фарерских островов «КИ Клаксвик». 20 марта 2012 Алекс подписала свой первый профессиональный контракт с «Эвертоном». В связи с уходом с клуба Рэйчел Юнитт, в сезоне 2012 года Алекс становится регулярным игроком стартового состава. За свою игру в том сезоне Гринвуд получила звание «молодого игрока года» по версии Футбольной Ассоциации Англии.
В связи с понижением «Эвертона» в Женскую Суперлигу 2, в январе 2015 защитница перебралась в «Ноттс Каунти» за неразглашённую сумму и подписав двухлетний контракт.
В феврале 2016 Алекс перешла в «Ливерпуль».
13 июля 2018 года Гринвуд перешла в недавно образованный «Манчестер Юнайтед». В новом клубе Алекс сразу же получила капитанскую повязку. В сезоне 2018/19 Алекс помогла команде занять первое место в Чемпионшипе — втором по силе дивизионе чемпионата Англии — гарантировав команде выход в Женскую суперлигу. 4 августа 2019 года «Манчестер Юнайтед» объявил о переходе Гринвуд в стан французского клуба «Олимпик Лион». За сезон Алекс в футболке «Лиона» провела 17 матчей: 11 в Чемпионате Франции, 4 в Кубке Франции, 1 в Супер Кубке Франции и 1 в Лиге Чемпионов УЕФА, и помогла завоевать команде титул чемпиона Франции, стать обладателем Кубка и Суперкубка Франции, а также выиграть Лигу чемпионов УЕФА.

## Карьера в сборной
Гринвуд представляла Англию на всех молодежных уровнях, начиная со сборной до 15 лет. В январе 2013 года Алекс получила свой первый вызов во взрослую сборную Англии. Дебютный матч в составе английской сборной провела 7 марта 2014 года против сборной Финляндии.
В марте 2019 года, Алекс принимала участие в международном турнире «SheBelieves Cup», который сборная Англии в итоге выиграла. 
В мае 2019 года Алекс попала в заявку национальной сборной на второй для себя чемпионат мира. На самом мундиале Гринвуд провела четыре матча, забив один мяч.

## Достижения

### Клубные
Манчестер Юнайтед
- Победительница Женского чемпионшипа: 2018/19

Итого: 1 трофей
Олимпик Лион
- Победительница Чемпионата Франции: 2019/2020
- Победительница Кубка Франции: 2020
- Победительница Суперкубка Франции: 2019
- Победительница Лиги чемпионов УЕФА: 2019/2020

Итого: 4 трофея
Манчестер Сити
- Победительница Кубка Англии: 2019/20
- Победительница Кубка английской лиги: 2021/22

Итого: 2 трофея

### Сборная страны
Сборная Англии
- Серебряная призёрка Чемпионата мира: 2023
- Бронзовая призёрка Чемпионата мира: 2015
- Победительница турнира SheBelieves Cup: 2019
- Чемпионка Европы: 2022, 2025